# Arnold Lucius Gesell
Arnold Lucius Gesell (1880-1961) va ésser un pediatre i psicòleg estatunidenc.
El seu treball professional s'orientà d'antuvi als nens anormals, però després aplicà les seues experiències a tots els infants.
Elaborà una de les primeres escales de desenvolupament infantil, partint de la base que els primers anys de la vida de l'ésser humà són els més importants des de la perspectiva educativa.